# Academia Militar del Ejército Bolivariano
La Academia Militar del Ejército Bolivariano (AMEB), es un centro de formación superior militar de Venezuela, cuya sede está ubicada en el Fuerte Tiuna, en la ciudad de Caracas, Distrito Capital, y es una de las doce academias que integran la Universidad Militar Bolivariana de Venezuela (UMBV). La Academia Militar del Ejército Bolivariano junto a la Academia Militar de Oficiales de Tropa C/J Hugo Rafael Chávez Frías, Academia Técnica Militar Bolivariana y Academia Militar de Medicina forma oficiales en el componente del Ejército Bolivariano de la Fuerza Armada Nacional Bolivariana (FANB), dentro de la UMBV.
La Academia Militar del Ejército Bolivariano, anteriormente conocida como la Academia Militar de Venezuela, tiene una trayectoria en Venezuela y en toda América, siendo el instituto de profesionalización universitario más antiguo del continente,[cita requerida] donde sus cadetes después de prepararse durante cuatro años y culminar sus estudios, egresan con el grado de teniente de comando y obtienen el título de Licenciados en Ciencias y Artes Militares en sus diferentes menciones.

## Historia

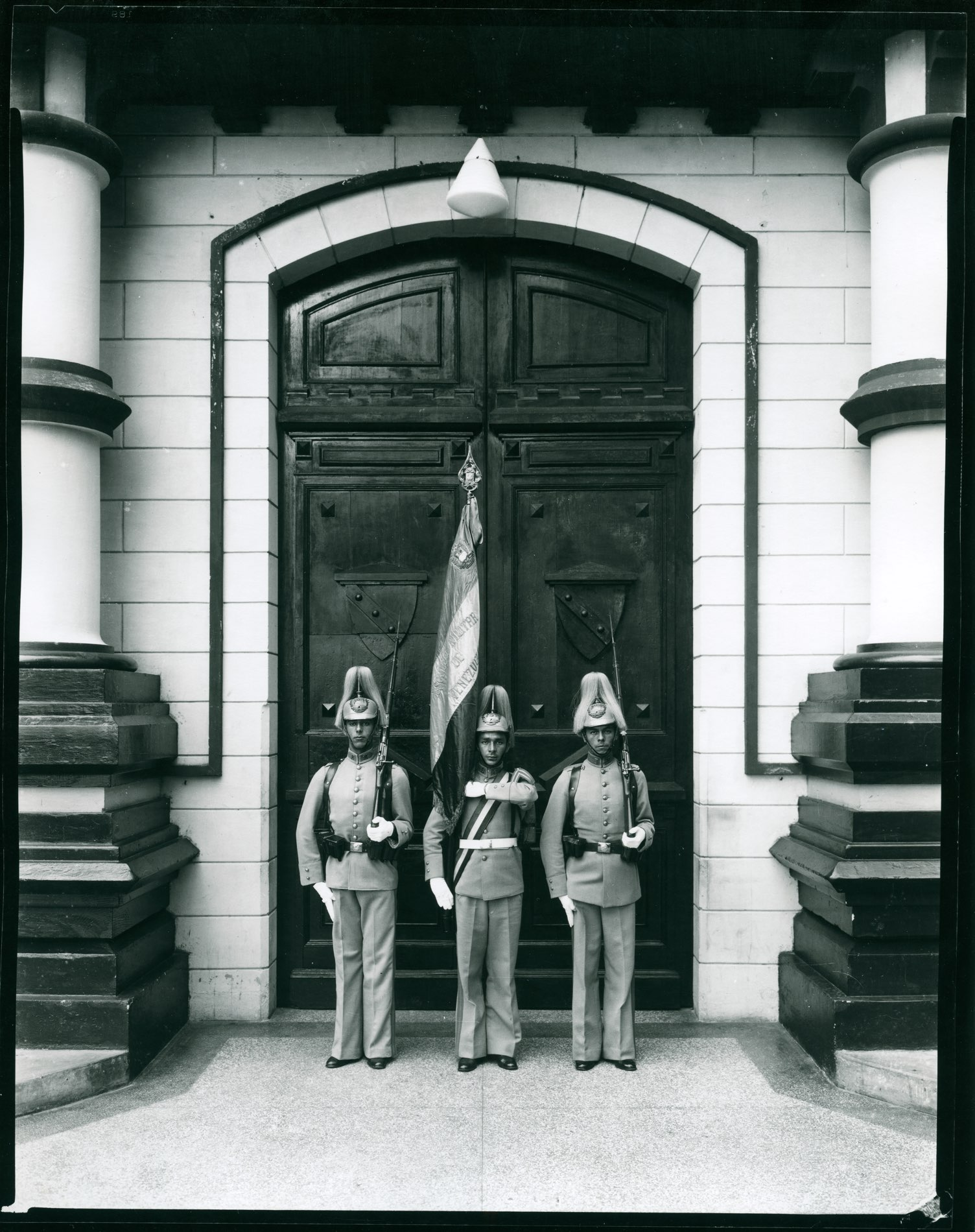
Cadetes venezolanos en 1930.[https://juangomezmireles.wordpress.com/2016/02/20/promocion-1930/ Promoción 1930

El 3 de septiembre de 1810, por orden de la Junta Suprema de Caracas, según resolución firmada por el Secretario de Guerra y Capitán de Fragata Lino de Clemente, se dispuso la creación de la Academia Militar de Matemáticas. Esto lo volvería instituto más antiguo de formación de oficiales del ejército en Sudamérica. Esta funcionó un tiempo en campaña pero cerró sus puertas por la entrada en plenitud de la guerra de independencia y con la caída de la Primera República. Posteriormente, en 1819, durante el período de la integración de la «Gran Colombia», el Libertador Simón Bolívar ordenaría al vicepresidente de las Provincias Libres de la Nueva Granada establecer una academia en cada capital para la formación de los futuros oficiales del nuevo país, pero no se cumplió. Luego, se presentó un proyecto para establecer un instituto militar en el cual se impartirían matemáticas aplicadas al arte de la guerra, y se cursarían estudios tácticos y estratégicos de acuerdo a los conocimientos más avanzados de la época. Su planteamiento estuvo a cargo de los generales Juan Pablo Ayala, Francisco de Paula Avendaño, Jesús Ramón Ayala Anzola y Juan Escalona y su objetivo era la apertura de estas academias en Bogotá, Quito y Caracas. José María Vargas, en 1829, planteó la necesidad de crear una academia de matemáticas de aplicación militar dirigida por Juan Manuel Cajigal. Esta propuesta fue rápidamente ignorada.
El 14 de octubre de 1830, después de la disolución de la Gran Colombia, el Congreso constituyente en Valencia promulgó una ley que dispone el establecimiento de una escuela militar que funcionaría dentro de la Escuela de Matemáticas de la Universidad de Caracas. Se hizo famosa por estar dirigida, entre otros, por Juan Manuel Cajigal y Agustín Codazzi, quienes apoyaron de gran manera la formación de oficiales en las ramas de ingeniería militar y artillería. Cajigal aportó de forma sustancial a la formación de oficiales y también aportó a la modernización de las estructuras y los métodos de estudio. En 1872, la academia militar cerró como consecuencia de que Antonio Guzmán Blanco decretara la reorganización de los estudios de matemáticas en la Universidad de Caracas y que solo pueda impartirse para ingenieros civiles. El 14 de diciembre de 1877, con la llegada a la presidencia de Francisco Linares Alcántara, se decretó el establecimiento de otra academia militar de matemáticas, la cual empezó a funcionar con cien alumnos. En 1879, tras la muerte de Linares Alcántara, vuelve al poder Guzmán Blanco, quien por motivos políticos decide cerrar el instituto nuevamente.
El 16 de abril de 1890, el Ministerio de Guerra y Marina, durante la presidencia de Raimundo Andueza Palacio, reabre la academia militar. Aparte de la impartición de matemáticas, se añaden otras materias relacionadas directamente con el ámbito castrense. El ciclo de formación duraba dos años. La academia funcionó hasta el 12 de diciembre de 1893, cuando cerró por el triunfo de la Revolución Legalista. En 1895, se crea la Escuela de Artillería, en actividad hasta 1899, cuando el entonces presidente Ignacio Andrade crea por decreto una nueva academia militar. Esta tendría un plan de estudios más avanzado para formar oficiales más capacitados de acuerdo a la época. En ella, se implementa por primera vez la planificación académica dirigida a formar oficiales de artillería, infantería y caballería.
El 5 de julio de 1903, el general Cipriano Castro, presidente de Venezuela, decreta la creación de la Escuela Militar de Venezuela que se instaló en la Planicie de Cajigal, en donde se cursaron materias relacionadas con la Infantería, Artillería, Caballería, además de los estudios de Ingeniería Militar, Aplicación de la Ciencia de la Guerra y la formación de Estados Mayores. Durante el proceso de construcción del edificio en la Planicie, se cumplieron funciones en Puerto Cabello en una Escuela Militar, donde se impartían conocimientos sobre el arma de artillería. El 23 de mayo de 1908 se inauguró el edificio de la Academia Militar, el cual fue construido en las inmediaciones de la Planicie del Observatorio Cajigal, pero su funcionamiento se inició el 5 de julio de 1910.
El 5 de julio de 1910, es inaugurada y comienza a funcionar la Escuela Militar, para ese entonces era presidente Juan Vicente Gómez. El 19 de abril de 1928, el ministro de Guerra y Marina, Carlos Jiménez Rebolledo, por disposición del general Juan Vicente Gómez y en atención a la situación política del país, es clausurada la Escuela Militar.
El 3 de diciembre de 1928, habiéndose suspendido la Academia, se publica una resolución para crear una Escuela de Aspirantes a Oficiales, cuyos cursos durarían un año, fue trasladada, en 1930, a Ocumare de la Costa, y en 1931, a Maracay. Más adelante, el 7 de febrero de 1931, por disposición del Ministro de Guerra y Marina firmó por el Ejecutivo Federal un decreto por el cual la Escuela de Aspirantes a Oficiales y la Escuela Naval constituirían un solo Instituto, con la denominación de Escuela Militar y Naval de Venezuela. El Instituto funcionó en el Cuartel Páez de Maracay. El 15 de febrero de 1937, bajo el mandato del general Eleazar López Contreras, presidente de la República, y resolución del general Isaías Medina Angarita, ministro de Guerra y Marina, se separaron la Escuela Militar y la Escuela Naval. Los aspirantes a cadetes provenían de los liceos, de la Escuela de Clases y de los Sargentos Ayudantes de las tropas de las cuatro Fuerzas, y se exigía tener primer año de bachillerato aprobado como mínimo, esto se mantuvo hasta el año 1945. La Escuela Militar regresó a la Planicie Cajigal en Caracas, su antigua sede, que funcionó hasta 1949, cuando pasó a ocupar su actual sede en el Fuerte Tiuna. En el año 1950 se exigió tener el tercer año de bachillerato como requisito para los aspirantes.
El 10 de noviembre de 1954 fue creada la Escuela Básica de las Fuerzas Armadas, según resolución n.º 637 del Ministerio de la Defensa. Esta escuela fue disuelta en el mes de enero de 1959. La Academia Militar de Venezuela funciona para ese momento en la sede del Fuerte Tiuna, exactamente donde está la Academia de la Guardia Nacional Bolivariana. Esta nueva Escuela Militar formaría Oficiales del Ejército durante cuatro años, para el ingreso se empieza a exigir el título de bachiller, de igual forma se comienza a implementar un sistema de selección basado en factores morales, psicotécnicos, profesionales. En el año 1967, por una resolución del Ministerio de la Defensa se abrió un Centro de Estudios para Formación de Oficiales del Ejército (CEFOE), el cual dependía de la Dirección de la Escuela Militar.
En 1971, se reorganiza como Academia Militar de Venezuela, en 1982 la formación de pregrado del Ejército estuvo sustentada en el Plan de Estudios “Andrés Bello, el cual comenzó a implementarse en ese año, y que estuvo vigente hasta 2005. En el año 2001 ingresó el primer contingente de mujeres, hecho que marcó un hito en la historia de la Academia Militar. En el año 2006, se implementa el Plan de Estudio “Simón Rodríguez, logrado a partir del consenso de las escuelas de formación de oficiales de todos los componentes; integrando en este, la filosofía educativa derivada de las enseñanzas de Simón Rodríguez, en conjunto con el pensamiento militar y político del Libertador Simón Bolívar y del General Ezequiel Zamora, este plan también busca el desarrollo integral del cadete. Desde 1971, la Academia Militar de Venezuela estuvo funcionando integralmente y de manera ininterrumpida bajo esa denominación, hasta que el 3 de septiembre de 2010 el entonces presidente Hugo Chávez decreta la creación de la Universidad Militar Bolivariana de Venezuela (UMBV), un gran proyecto que buscaba la integración académica de todos los componentes que integran la Fuerza Armada Nacional, es entonces cuando la Academia Militar de Venezuela, bajo ese mismo decreto, pasa a llamarse Academia Militar del Ejército Bolivariano y empieza a formar parte de la Universidad Militar Bolivariana de Venezuela. Con el nacimiento de la Universidad Militar Bolivariana de Venezuela se comenzó a implementar el Plan de estudios Simón Bolívar.

## Nombres de la Institución
- 1810: Academia Militar de Matemáticas.
- 1890: Academia Militar para Oficiales.
- 1895: Academia de Artillería.
- 1903: Escuela Militar de Venezuela.
- 1928: Escuela de Aspirantes a Oficiales.
- 1931: Escuela Militar y Naval de Venezuela.
- 1937: Escuela Militar de Venezuela.
- 1971: Academia Militar de Venezuela.
- 2010: Academia Militar del Ejército Bolivariano.

## Cadetes de la AMEB

### Jerarquías de los Cadetes de la Academia Militar del Ejército Bolivariano
La jerarquía de los cadetes de la AMEB se basa en una serie de requisitos como son el tiempo, las capacidades y los logros individuales del cadete. La categoría de cadete se adquiere una vez que los aspirantes aprueban un trayecto denominado «periodo de pruebas», el cual en caso de reprobar no son admitidos en la academia. Las jerarquías varían según el año que cursa el cadete, y las distinciones varían según el año y los méritos. Estas distinciones van desde distinguido, pasando por brigadier y alférez hasta llegar a alférez mayor, sin embargo esta jerarquización no es general, sino que está limitada para los mejores en sus respectivas promociones, compañías y pelotones.
A continuación se describe la jerarquización y la simbología de los grados de los cadetes de la AMEB:
- Un (01) Alférez Mayor.
- Un (01) Alférez auxiliar por cada Compañía.
- Un (01) Brigadier Mayor.
- Un (01) Primer Brigadier o Brigadier Primero por cada Compañía de Cadetes del curso general.
- Un (01) Segundo Brigadier por cada pelotón de Cadetes del curso general.
- Un (01) Brigadier por cada escuadra de Cadetes del curso general.
- Un (01) Distinguido por cada sección académica de los cursos de primero y segundo año.

| Primer año | Distinción/Jineta |
| ---------- | ----------------- |
|            |                   |
|            |                   |
| Capona     | Distinguido       |

| Segundo año | Distinción/Jineta |
| ----------- | ----------------- |
|             |                   |
|             |                   |
| Capona      | Distinguido       |

| Tercer año | Distinción/Jineta | Distinción/Jineta | Distinción/Jineta | Distinción/Jineta |
| ---------- | ----------------- | ----------------- | ----------------- | ----------------- |
|            |                   |                   |                   |                   |
|            |                   |                   |                   |                   |
| Capona     | Brigadier         | Segundo Brigadier | Primer Brigadier  | Brigadier Mayor   |

| Cuarto Año | Distinción/Presilla | Distinción/Presilla | Distinción/Presilla |
| ---------- | ------------------- | ------------------- | ------------------- |
|            |                     |                     |                     |
|            |                     |                     |                     |
| Capona     | Alférez             | Alférez Auxiliar    | Alférez Mayor       |

### Lema del Cuerpo de Cadetes de la AMEB
“Yo sigo la carrera gloriosa  de las armas solo por obtener el honor que ellas dan; por libertar a mi patria; y por merecer las bendiciones de los pueblos”.

### Código de honor del cadete AMEB
El código de honor es un decálogo que trata sobre los principios fundamentales de las actividades de los cadetes dentro y fuera del instituto. En él, se resume el sentido de pertenencia que debe tener el cadete por la AMEB, y dice lo siguiente:

Artículo 1: Soy un cadete militar venezolano y pertenezco al instituto más antiguo de la fuerza armada; privilegio que me obliga a convertirme en exponente de las virtudes militares y ciudadanas que han permitido el nacimiento y consolidación de la nacionalidad.

Artículo 2: Declaro que es mi patria el ideal más sublime de mi vida; a su defensa y desarrollo me consagro integralmente.
Artículo 3: Admito sin vacilaciones ni reservas, que la subordinación a la constitución, a las leyes y reglamentos nacionales y militares, es un principio inviolable en mi existencia.
Artículo 4: Soy un ciudadano venezolano y por lo tanto, miembro activo de una comunidad en la cual seré baluarte de las instituciones republicanas y factor de armonía y progreso.
Artículo 5: Proclamo que es la moral mi principal virtud, ella es mi mejor herramienta de trabajo.
Artículo 6: Prometo guardar culto al valor, a la honestidad, a la lealtad y a la verdad, que practicaré y mantendré aún con riesgo de mi propia seguridad y bienestar.
(Nota: este artículo fue modificado durante el período en el cual Miguel Rodríguez Torres fue Director de la Academia, añadiendo la frase "a la lealtad".)
Artículo 7: Entiendo que la formación de mi personalidad como conductor de hombres, es la preocupación fundamental de mi vida de cadete; desplegaré mis mejores esfuerzos en la capacitación intelectual y física como piezas fundamentales de mi futura existencia.
Artículo 8: Estoy consciente de que mi destino me llevará a comandar a quien probadamente es uno de los mejores soldados del mundo: el soldado venezolano; acepto tal hecho como un reto a mi capacidad y condiciones.
Artículo 9: Llevaré mi uniforme con dignidad y decoro; guardaré celosamente el prestigio y las tradiciones del Ejército y de la Fuerza Armada.

Artículo 10: Estoy orgulloso de ser un legítimo heredero de las glorias de Bolívar y de cumplir mi código de honor.

### Compañías del Cuerpo de Cadetes de la AMEB
Hasta la década de los 1970's las Compañías se denominaban con letras: 
- Compañía "A"
- Compañía "B"
- Compañía "C"
- Compañía "D"

A partir de la década de los 1970's se denominaban con números:
- 1ra Compañía
- 2da Compañía
- 3ra Compañía
- 4ta Compañía

A partir de la década de los 2000's se denominaban con nombres de batallas.
- Curso Militar:
- 1ra Independencia: Campaña de Carabobo.
- 2da Independencia: Paso de los Andes.
- 3ra Independencia: Campaña de Guayana.
- 4ta Independencia: Batalla de Boyacá.

Compañía Femenina Juana «La Avanzadora»
- 1ra Leander: Batalla de Bombona.
- 2da Leander: Batalla de Pichincha.
- 3ra Leander: Batalla de Junín.
- 4ta Leander: Batalla de Ayacucho.

Compañía Femenina Luisa Cáceres.
Desde enero del año 2017 se eliminaron las compañías femeninas pasando estas a formar parte de las compañías según su arma o servicio

## Escudo
Otro de los iconos representativos de la AMEB, es su escudo, el cual es utilizado desde tiempos inmemoriales, a continuación se describe la heráldica:
1. El blasón de la Academia Militar del Ejército Bolivariano es un escudo tajado compuesto de tres barras de una misma anchura.
2. La barra superior es de color amarillo, la del centro es azul y la inferior roja. En la barra superior hay un escudo en azul, en la barra azul (central) hay un escudo en verde con una torre en oro y un escudo rojo con cañones cruzados en oro y en la parte inferior o roja hay dos fusiles cruzados en sable.
3. Tiene por timbre una antorcha rodeada por dos ramas de laurel que se inician cruzándose en la punta del escudo de metal. Los colores de las barras al igual que en la bandera nacional representan el espíritu de la nacionalidad.
4. La antorcha del timbre, que despide una luz muy viva, simboliza el estudio y las disciplinas escolares en el instituto, y, así mismo, la sabiduría que allí se adquiere y se irradia hacia estudios más elevados.
5. Los cuatro escudos ubicados en las barras: las espadas, la torre, los cañones y los fusiles representan las cuatro armas fundamentales del ejército, que se estudian en la academia militar tanto teórica como prácticamente.
6. Las dos ramas de laurel representan el triunfo, la victoria y el logro total en la consecución de un ideal.
7. Los colores del escudo según la heráldica están compuestos por dos metales y cuatro colores a saber: oro o amarillo, plata o blanco y los gules o rojo, azur o azul, sinople o verde y sable o negro.

## Cadetes Destacados
Desde la fundación de la Academia Militar de Matemáticas en 1810 se han destacado entre muchos otros algunos cadetes los cuales han obtenido el máximo promedio académico durante su ciclo de formación castrense, los mismos han ocupado los primeros lugares dentro de sus respectivas promociones:
- 1. ALF/MAY Johan Alexander Hernandez Lárez (1993) .
- 2. ALF/MAY Marco Evangelista Pérez Jiménez (1933).
- 3. ALF/MAY Jesús Antonio Hernández Lugo (1965).
- 4. ALF/MAY Alek André Hernández Lugo (2015).
- 5. ALF/MAY Miguel Ángel Hernández Lugo (2017).